# Estelle Morris

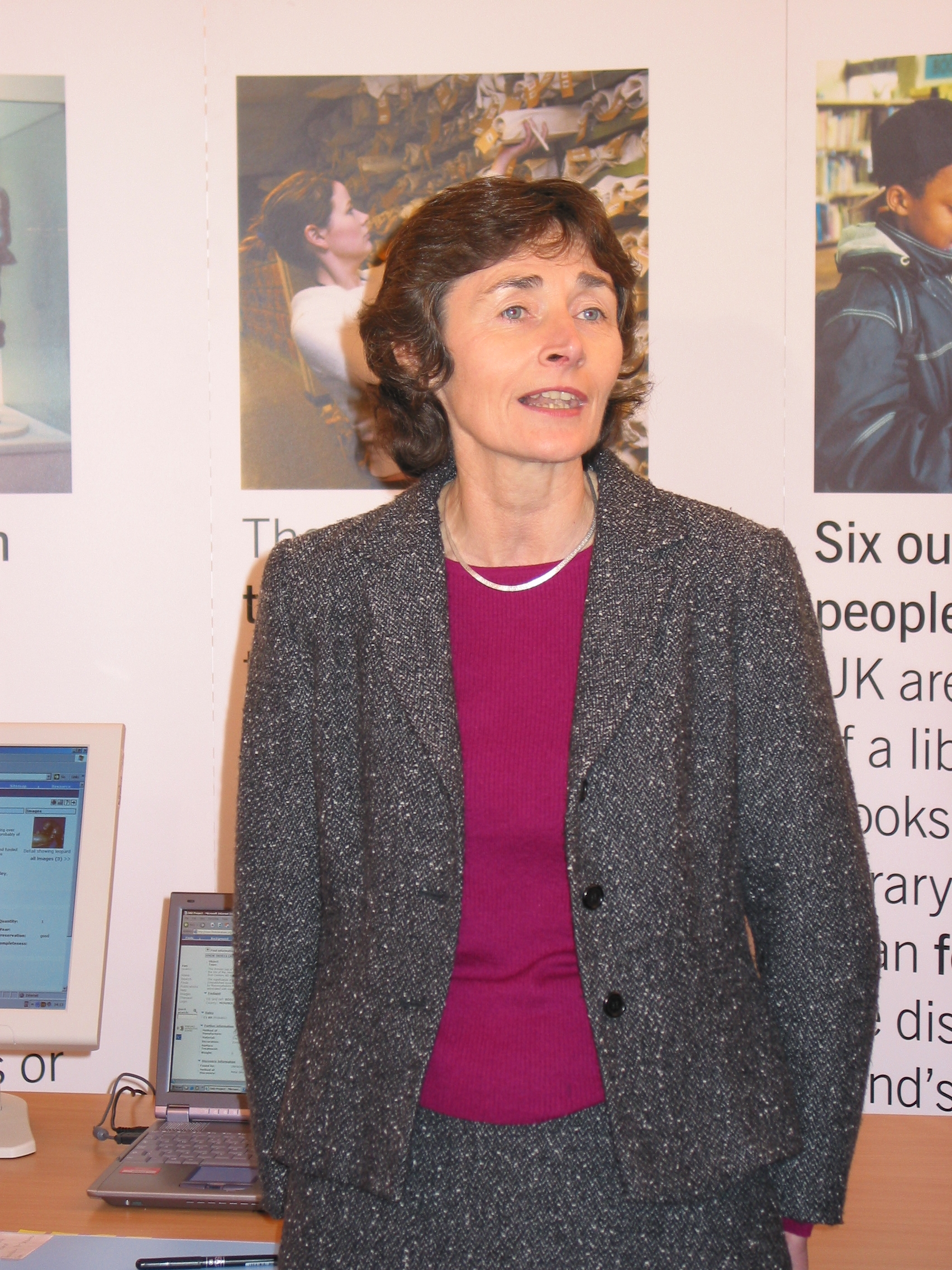
Estelle Morris (2003)

Estelle Morris, Baroness Morris of Yardley (* 17. Juni 1952 in Manchester) ist eine britische Politikerin der Labour Party, die zeitweise Ministerin für Bildung und Fähigkeiten war.

## Leben

### Herkunft und Unterhausabgeordnete
Estelle Morris stammte aus einer bekannten Familie von Politikern der Labour Party aus Manchester. Sowohl ihr Vater Charles Morris als auch Onkel Alf Morris waren jahrzehntelang Mitglieder im House of Commons. Nach dem Besuch der Whalley Range Grammar School for Girls studierte sie Pädagogik am Coventry College of Education und erwarb dort 1974 einen Bachelor of Education (B.Ed.). Im Anschluss war sie Lehrerin für Sport und Geschichte an der Sidney Stringer School in Hillfields.
Estelle Morris begann Ende der 1970er Jahre ihre politische Laufbahn in der Kommunalpolitik und war zwischen 1979 und 1991 Mitglied des Stadtrates von Warwick und dort von 1982 bis 1989 auch Vorsitzender der Fraktion der Labour Party.
Bei den Unterhauswahlen vom 9. April 1992 wurde sie als Kandidatin der Labour Party erstmals zum Mitglied in das House of Commons gewählt und vertrat in diesem bis zum 5. Mai 2005 den Wahlkreis Birmingham Yardley. Während ihrer Parlamentszugehörigkeit war sie erst von 1994 bis 1995 Whip und dann bis 1997 Sprecherin für Bildung und Beschäftigung der oppositionellen Labour-Fraktion.
Nach dem Wahlsieg der Labour Party bei den Unterhauswahlen vom 1. Mai 1997 wurde sie zunächst Parlamentarische Unterstaatssekretär im Ministerium für Bildung und Beschäftigung, in dem sie für schulische Standards verantwortlich war, und danach von Juli 1998 bis Juni 2001 Staatsministerin in diesem Ministerium.

### Ministerin und Mitglied des House of Lords
Im Rahmen einer Kabinettsumbildung wurde sie von Premierminister Tony Blair am 8. Juni 2001 zur Ministerin für Bildung und Fähigkeiten (Secretary of State for Education and Skills) ernannt und damit Nachfolgerin von David Blunkett, der wiederum Innenminister wurde. Das Ministeramt hatte sie bis zu ihrer Ablösung durch Charles Clarke am 25. Oktober 2002 inne.
Zwischen Juni 2003 und Mai 2005 war sie Staatsministerin im Ministerium für Kultur, Medien und Sport und trug dort die Verantwortung für den Bereich Künste.
Nach ihrem Ausscheiden aus dem Kabinett und dem Unterhaus wurde sie am 21. Juni 2005 zur Life Peeress mit dem Titel Baroness Morris of Yardley, of Yardley in the County of West Midlands, in den Adelsstand erhoben und gehört seither dem House of Lords als Mitglied an.
Baroness Morris engagiert sich darüber hinaus bei einer Reihe von öffentlichen Organisationen und Institutionen und ist unter anderem Direktorin der Gesellschaft für Aufführungsrechte (Performing Right Society), Vorsitzende des Strategiegremiums des Instituts für effektive Bildung der University of York und Mitglied des Rates des Goldsmiths College der University of London. Darüber hinaus ist sie Vorsitzende und Trustee des National Coal Mining Museum for England in Wakefield sowie Trustee von The Roundhouse, der Hamlyn-Foundation und der Hotcourses Foundation, einer Wohltätigkeitsorganisation zur Unterstützung der Bildung von Kindern und Jugendlichen, die in Afrika an HIV/AIDS erkrankt sind.